# 青州 (东晋)
青州，中国东晋时侨置的州，又称之为南青州。
西晋末年永嘉南渡，东晋朝廷把南渡的青州百姓安置在今扬州市、泰州市、高邮市一带。在广陵（今江苏省扬州市）侨置南青州。晋安帝义熙六年（410年），刘裕灭南燕，收复青州，青州成为实土州，后来以山东的青州为北青州，侨置的青州为南青州。刘宋时只称青州。宋明帝泰始年间，青州被北魏占据，北魏改为齐州。青州侨治到郁洲（今江苏省连云港市云台山）。